# Ольгівська сільська рада
О́льгівська сільська́ ра́да — адміністративно-територіальна одиниця та орган місцевого самоврядування в Бериславському районі Херсонської області. Адміністративний центр — село Ольгівка.

## Загальні відомості
Ольгівська сільська рада утворена в 1950 році.
- Територія ради: 25,384 км²
- Населення ради: 1 761 особа (станом на 2001 рік)
- Територією ради протікає річка Козак.

## Населені пункти
Сільській раді підпорядковані населені пункти:
- с. Ольгівка
- с. Вірівка

## Склад ради
Рада складається з 18 депутатів та голови.
- Голова ради: Ревуцький Сергій Іванович
- Секретар ради: Воробйова Галина Михайлівна

### Керівний склад попередніх скликань
| Прізвище, ім'я, по батькові   | Основні відомості                                                 | Дата обрання | Дата звільнення |
| ----------------------------- | ----------------------------------------------------------------- | ------------ | --------------- |
| Касьяненко Віталій Михайлович | Сільський голова, 1958 року народження                            | 26.03.2006   | 16.06.2010      |
| Ревуцький Сергій Іванович     | Сільський голова, 1961 року народження, освіта вища, безпартійний | 31.10.2010   |                 |

Примітка: таблиця складена за даними сайту Верховної Ради України

### Депутати
За результатами місцевих виборів 2010 року депутатами ради стали:

#### За суб'єктами висування
| Суб'єкт висування           | Кількість обраних депутатів | %    |
| --------------------------- | --------------------------- | ---- |
| Самовисування               | 7                           | 38,9 |
| Народна партія              | 5                           | 27,8 |
| Партія регіонів             | 5                           | 27,8 |
| Комуністична партія України | 1                           | 5,6  |

#### За округами
| № округу                    | Прізвище, ім'я, по батькові        | Дата визнання обраним | Освіта  | Партійна приналежність | Відомості про обраного депутата                     |
| --------------------------- | ---------------------------------- | --------------------- | ------- | ---------------------- | --------------------------------------------------- |
| Комуністична партія України |                                    |                       |         |                        |                                                     |
| 8                           | Воробйова Галина Михайлівна        | 03.11.2010            | вища    | позапартійна           | Ольгівська сільська рада, секретар                  |
| Народна Партія              |                                    |                       |         |                        |                                                     |
| 7                           | Фенцик Петро Борисович             | 03.11.2010            | середня | позапартійний          | ТОВ «Агро-Капітал», завідувач автомобільного гаражу |
| 9                           | Приведа Ніна Петрівна              | 03.11.2010            | середня | член Народної партії   | тимчасово не працює                                 |
| 11                          | Макогончук Володимир Володимирович | 03.11.2010            | вища    | член Народної партії   | Фермерське господарство «Агро Влад», голова         |
| 12                          | Святецька Світлана Володимирівна   | 03.11.2010            | вища    | член Народної партії   | приватний підприємець                               |
| 18                          | Сорока Марина Валентинівна         | 03.11.2010            | вища    | член Народної партії   | тимчасово не працює                                 |
| Партія регіонів             |                                    |                       |         |                        |                                                     |
| 1                           | Манюченко Олена Олександрівна      | 03.11.2010            | вища    | позапартійна           | ДП «ДАФ» ім. Солодухіна, бухгалтер                  |
| 2                           | Харченко Віталій Вікторович        | 03.11.2010            | вища    | позапартійний          | пенсіонер                                           |
| 4                           | Осипенко Наталя Петрівна           | 03.11.2010            | вища    | позапартійна           | приватний підприємець                               |
| 5                           | Кушнір Людмила Вікторівна          | 03.11.2010            | вища    | позапартійна           | Ольгівський дошкільний навчальний заклад, завідувач |
| 6                           | Антоненко Олена Павлівна           | 03.11.2010            | вища    | позапартійна           | Ольгівська сільська рада, діловод                   |
| Самовисування               |                                    |                       |         |                        |                                                     |
| 3                           | Рубан Наталя Володимирівна         | 03.11.2010            | середня | позапартійна           | тимчасово не працює                                 |
| 10                          | Ященко Наталія Миколаївна          | 03.11.2010            | вища    | позапартійна           | Ольгівська загальноосвітня школа, вчитель           |
| 13                          | Подолянко Людмила Анатоліївна      | 03.11.2010            | вища    | позапартійна           | Львівський навчально-виховний комплекс, вчитель     |
| 14                          | Котляр Неля Миколаївна             | 03.11.2010            | середня | позапартійна           | тимчасово не працює                                 |
| 15                          | Безугла Олена Євгеніївна           | 03.11.2010            | середня | позапартійна           | тимчасово не працює                                 |
| 16                          | Золотий Олександр Андрійович       | 03.11.2010            | вища    | позапартійний          | Вірівська загальноосвітня школа, вчитель            |
| 17                          | Пантась Оксана Павлівна            | 03.11.2010            | середня | позапартійна           | Вірівська загальноосвітня школа, вчитель            |